# Salvatore Sardo
Salvatore Sardo (Torino, 28 novembre 1952) è un dirigente d'azienda italiano. Si occupa di sviluppo aziendale, gestione delle risorse umane, valorizzazione del patrimonio immobiliare e mediazione creditizia nei settori Energy & Sustainability, Health, Safety, Environment & Quality, Insurance, Real Estate, Information & Communication Technology.
Dopo una carriera ai vertici di alcune tra le principali società italiane quali, Cassa Depositi e Prestiti, Eni, Enel, Telecom Italia, attualmente ricopre diverse cariche nelle più importanti aziende e fondazioni italiane.

## Biografia
Nato a Torino nel 1952, Salvatore Sardo si laurea in Scienze economiche all'Università degli Studi di Torino nel 1981. Inizia la sua carriera nel settembre 1976 in Coopers & Lybrand in qualità di revisore e poi di Supervisor. Nel 1981 passa in STET come responsabile del Controllo di Gestione delle attività manifatturiere fino alla nomina, nel 1991, a Condirettore Centrale e nel 1992 a Direttore Centrale Pianificazione e Controllo.
Nel 1997 con la costituzione di Telecom Italia viene nominato Vice Direttore Generale Amministrazione e Controlloe contribuisce al buon esito della privatizzazione di Telecom, per un incasso da parte del Tesoro di 11,82 miliardi di euro.
Nel 1998 viene nominato Presidente SEAT in rappresentanza dell'azionista Telecom, divenendo nel 1999 responsabile Real Estate and General Services di Telecom Italia. Arriva in Enel S.p.A. nel gennaio 2002, in qualità di responsabile della Direzione Acquisti, Servizi e Security del Gruppo.
Nel 2005 entra in Eni in qualità di Direttore Risorse Umane e Servizi al Business, assicurando inoltre indirizzo e controllo dell'Unità Information & Communication Technology e della società Eniservizi.
Dall'aprile 2008 all'aprile 2011 è Consigliere di Amministrazione e membro del Comitato Remunerazione di Saipem.
Nel giugno 2008 viene nominato Commendatore dell'Ordine al Merito della Repubblica Italiana.
Dal novembre 2008 assume l'incarico di Chief Corporate Operations Officer di Eni con deleghe alle Risorse Umane e Organizzazione, Sistemi di Compensation & Benefits, Information & Communication Technology, Approvvigionamenti, Health Safety Environment & Quality, Security.
Dall'8 aprile 2009 al 25 novembre 2014 ricopre la carica di Presidente di Eni Corporate University.
Dall'aprile 2010 all'ottobre 2012 è Presidente di Snam.
Nel giugno 2011 viene nominato Grande Ufficiale dell'Ordine al merito della Repubblica Italiana.
Dall'aprile 2013 al luglio 2014 è Consigliere di Amministrazione di Eni Foundation.
Dal 2014 al 2016 è stato prima Chief Downstream & Industrial Operations Officer, poi Chief Refining & Marketing and Chemicals Officer di Eni.
Nel 2017 viene nominato Amministratore Delegato Unico di Cdp Immobiliare S.r.l. (Gruppo Cassa depositi e prestiti) con deleghe all’Organizzazione aziendale e alla Gestione di società ed enti partecipati e l'anno successivo assume la presidenza del consiglio di amministrazione di Fintecna, sempre gruppo CDP. Dal 2017 al 2019 è Chief Operating Officer di Cassa Depositi e Prestiti S.p.A., con la responsabilità delle funzioni: Risorse Umane e Logistica, Information Technology, Organizzazione, Processi e Back Office, Acquisti.
Da gennaio a giugno 2020, ricopre il ruolo di Presidente del Consiglio di Amministrazione di GSD Sistemi e Servizi, società del Gruppo San Donato, primo gruppo sanitario privato italiano.
Dal 2020 Salvatore Sardo è Senior Advisor di Snam per il comparto immobiliare, dove si occupa della costituzione di una Gigafactory italiana per la produzione di Elettrolizzatori utili alla produzione di Idrogeno, e della definizione di un sistema di monitoraggio e controllo dei progetti di Biometano.
Nutrendo un particolare interesse per il mondo Health & Pharma, in qualità di Senior Advisor collabora alla ristrutturazione aziendale di Consulcesi Group, azienda leader nella fornitura di servizi e soluzioni per Professionisti e Aziende della Sanità.
Da gennaio 2022 è Presidente del Consiglio di Amministrazione di AlphaCredit SpA, società di mediazione creditizia iscritta OAM, nella quale riveste un ruolo significativo finalizzato alla crescita della Società e allo sviluppo di Partnership con Istituti di Credito, Aziende e Istituzioni.
È attualmente Presidente del Consiglio di Amministrazione di WSense Group, spin‐off dell'Università Sapienza di Roma con sedi in Italia, Norvegia e UK, che sta portando sul mercato tecnologie brevettate che consentono di creare reti wireless sottomarine. Insieme ai founder e al management team, Salvatore Sardo riveste un ruolo fondamentale per lo scale‐up della società a livello nazionale e internazionale.
Dal giugno 2022 è Senior Advisor di Sawa, Holding Finanziaria di Leonardo Ferragamo, nonché consigliere di Nautor Swan, Promomar e della stessa Sawa.
Tra le altre cariche che riveste, dal 1995 è Revisore Ufficiale dei Conti e dei Periti del Tribunale; dal marzo 2017 al 2020 è stato Membro del Consiglio di Amministrazione della Fabbrica di San Pietro presso lo Stato della Città del Vaticano; dal 2022 è Presidente del Collegio Sindacale della Fondazione vaticana RenAIssance che si occupa di intelligenza artificiale e consulente del Dicastero, Segreteria per l’Economia del Vaticano.
Da dicembre 2022 è Presidente del Collegio dei Revisori dell’Ospedale Pediatrico Bambin Gesù.